# Berchiwka
Berchiwka (ukr. Берхівка) – wieś na Ukrainie, w obwodzie donieckim, w rejonie bachmuckim, w hromadzie Bachmut. W 2001 liczyła 118 mieszkańców, spośród których 96 wskazało jako ojczysty język ukraiński, 20 rosyjski, a 2 białoruski.